# Jan Pastoor
Jan Jacobus Lambertus Pastoor (Ruinerwold, 3 april 1935 – Assen, 10 december 2019) was een Nederlands politicus. Hij was burgemeester van verschillende gemeenten en gedeputeerde in Drenthe. Van 1999 tot 2007 was hij lid van de Eerste Kamer der Staten-Generaal. Pastoor was lid van achtereenvolgens de Christelijk-Historische Unie (CHU) en het Christen-Democratisch Appèl (CDA).

## Loopbaan
Hij werd geboren als zoon van Geert Pastoor (1897-1971); destijds gemeentesecretaris van Ruinerwold en later burgemeester. Zelf studeerde hij rechten aan de Rijksuniversiteit Groningen voor hij ging werken bij de gemeentesecretarie van Wassenaar. Hij werd in 1970 burgemeester van Workum en was daarnaast twee keer waarnemend burgemeester van Hindeloopen. In 1978 volgde zijn benoeming tot burgemeester van Smilde. Hij was lid van Gedeputeerde Staten van Drenthe van 1987 tot 1999. Het belangrijkste bestuurlijke wapenfeit van Jan Pastoor als gedeputeerde was de gemeentelijke herindeling in Drenthe. Onder zijn leiding werd het aantal gemeenten van 34 naar 12 teruggebracht. In de Eerste Kamer hield Pastoor zich bezig met Algemene Zaken, Binnenlandse Zaken en Volkshuisvesting.
J.J.L. Pastoor overleed op 10 december 2019 in zijn woonplaats Assen.
- Parlement.com: vg09llknkvyx